# 比爾米爾

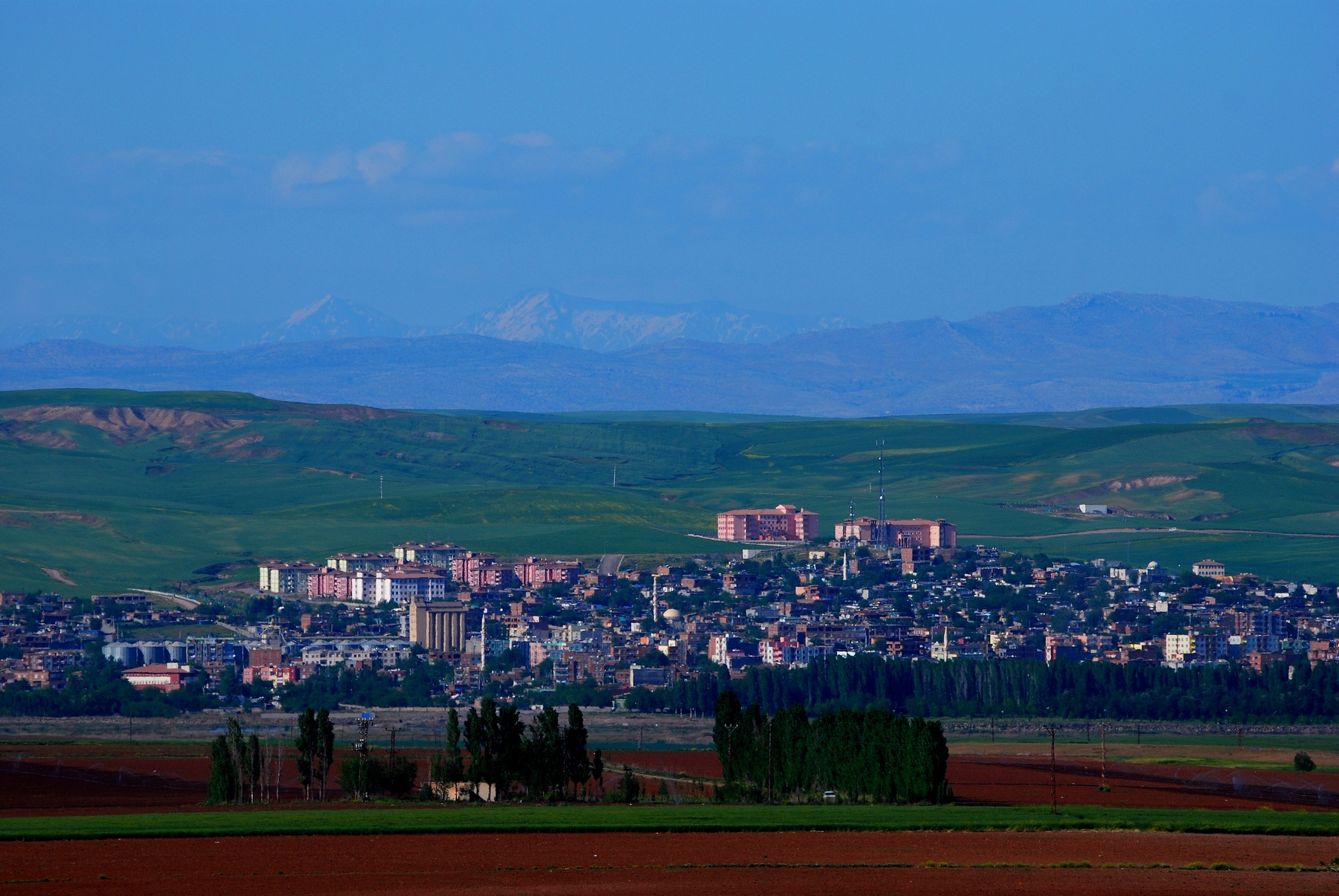

比爾米爾是土耳其的城鎮，由迪亞巴克爾省負責管轄，位於該國東南部底格里斯河畔，面積1,737平方公里，海拔高度550米，2010年人口56,887，大部分居民是庫爾德人。